# Спиру и Фантазио (мультсериал, 1993)
Спиру и Фантазио (фр. Spirou, также Спиру) — французско-бельгийский мультсериал, основанный на одноимённом журнале комиксов Роберта Велтье.
Сериал повествует о двух репортёрах, рискующих своими жизнями ради интересных репортажей.

## Роли озвучивали
| Актёр           | Роль                                                                                    | На русском |
| --------------- | --------------------------------------------------------------------------------------- | ---------- |
| Винсент Ропион  | журналист Спиру                                                                         |            |
| Патрик Гиллемин | журналист Фантазио                                                                      |            |
| Пьер Бэтон      | граф Шампиньяк, Аврелий Шампиньяк, Фернандо Сенилла, Райс, Туом Туала и др.             |            |
| Кельвин Думор   | бельчонок Спип, Секкотина и др.                                                         |            |
| Мартин Мэйраг   | Цианид и др.                                                                            |            |
| Марио Сантини   | Вито Кортизоне, Хосе Москатель, профессор Ван Брель, Калу-Лонг, Игорь Распутников и др. |            |
| Гилберт Леви    | Руперт ван Шнобель                                                                      |            |

## Серии

### Обзор
| Сезон | Сезон | Серий | Дата премьеры | Дата премьеры |
| Сезон | Сезон | Серий | Начало сезона | Финал сезона  |
| ----- | ----- | ----- | ------------- | ------------- |
|       | 1     | 26    | декабрь 1993  |               |
|       | 2     | 26    | 1995          | 1995          |

### Сезон 1 (1993)
| № | # | Название | Режиссёр | Сценарист | Дата показа в России |
| - | - | --- | -------- | --------- | -------------------- |
| 1 | 1 | «Приключения в Австралии» фр. Aventure en Australie англ. Adventures in Australia нем. Abenteuer in Australien    | TBA      | TBA       | TBA                  |
| 2 | 2 | «Как остановить робота?» фр. Qui arrêtera Cyanure? англ. Who Will Stop Cyanide? нем. Marylin ist nicht zu stoppen | TBA      | TBA       | TBA                  |
| 3 | 3 | «Тайна биопузыря» фр. Le Mystère de la bio-bulle англ. The Mystery of the Bio-Bubble нем. Spuk in Biotopia        | TBA      | TBA       | TBA                  |
| 4 | 4 | «Вирус» фр. Virus англ. Virus нем. Virus                                                                          | TBA      | TBA       | TBA                  |
| 5 | 5 | фр. англ. нем. | TBA      | TBA       | TBA                  |
| 6 | 6 | фр. англ. нем. | TBA      | TBA       | TBA                  |
| 7 | 7 | фр. англ. нем. | TBA      | TBA       | TBA                  |
| 8 | 8 | фр. англ. нем. | TBA      | TBA       | TBA                  |

### Сезон 2 (1995)
| №  | # | Название | Режиссёр | Сценарист | Дата показа в России |
| -- | - | --- | -------- | --------- | -------------------- |
| 27 | 1 | «Золото Шампиньяков» фр. L’Or des Champignac англ. The Gold of the Champignac’s нем. Das Gold des Grafen Rummelsdorf | TBA      | TBA       | TBA                  |